# Zemliachestvo
En la Rusia zarista de fines del siglo XIX, un zemliachestvo era una sociedad de hombres de vivían lejos de sus respectivas regiones de origen.
A ellos solían unirse los estudiantes, viajantes de comercio y trabajadores migrantes que provenían de un mismo punto geográfico cuando se encontraban alejados de sus respectivos hogares.
El notable revolucionario marxista ruso Lenin (Vladímir Ilich Uliánov), se unió al zemliachestvo de su ciudad natal de Simbirsk cuando estaba estudiando derecho en la Universidad de Kazán.

## Nota y referencia
1. 1 2  Service, Robert (2000).  Macmillan, ed. Lenin: A Biography (“Lenin: Una biografía”). Londres (Reino Unido). p. 68. ISBN 0333726251.